# Opus
Opus je izraz, ki izhaja iz latinščine in pomeni delo, nanaša pa se predvsem na umetniške izdelke.
V kontekstu književnosti in likovnih umetnosti ta izraz predstavlja celotno življenjsko delo.
V glasbi se uporablja kot oznaka za oštevilčenje dela posameznega skladatelja v kronološki razvrstitvi. Ista številka opusa lahko predstavlja tudi skupino več majhnih ali velikih del, ki tvorijo smiselno celoto, lahko pa je tudi oznaka za eno samo majhno glasbeno delo. 
Sistem razvrščanja del po številkah je bil uveden konec 17. stoletje in je bil v Mozartovem času že v splošni uporabi, vendar ga je od velikih skladateljev prvi dosledno začel uporabljati šele Beethoven. Kratica op. pa je v uporabi od 18. stoletja dalje.
Slavnim skladateljem, ki sami niso oštevilčili svojih skladb, so opuse uredili muzikologi kasnejših obdobij, zato pri mnogih skladateljih opazimo drugačne oznake:
- op. (z dodanim številom) klasična oznaka

- BWV (Bach-Werke-Verzeichnis) so oznake skladb Johanna Sebastiana Bacha, uredil jih je Wolfgang Schmieder.
- KV ali K (Köchel-Verzeichnis) so oznake skladb Wolfganga Amadeusa Mozarta, uredil jih je Ludwig von Köchel.
- HOB ali H so oznake skladb Josepha Haydna, leta 1957 jih je uredil Anthony van Hoboken
- S ali R, so oznake skladb Franza Liszta, po začetnicah muzikologov Humphreya Searle-a in Petra Raabeja.
- D so oznake skladb Franza Schuberta, uredil jih je Otto Erich Deutsch.
- RV so oznake skladb Antonia Vivaldija (Ryom Verzeichnis), po Petru Ryomu.
- WWV (Wagner Werke Verzeichnis) so oznake del Richarda Wagnerja, vključujejo pa tudi njegova neglasbena dela.
- L ali K so oznake skladb Domenica Scarlattija, po Alessandru Longu ali Ralphu Kirkpatricku.
- L so oznake Debussyjevih skladb; ker jih skladatelj ni označeval sam, je to storil francoski muzikolog François Lesure (leta 1977).

...
Seveda pa skladatelji mnogih svojih del niso oštevilčili, saj jih niso smatrali za kakovostne ali zaradi kakšnega drugega razloga. V nekaterih primerih svojih skladb niso oštevilčevali v pravem kronološkem zaporedju. Ob koncu 20. stoletja začne uporaba teh oznak pri skladateljih resne glasbe upadati in velja za arhaizem.